# Mount Jerram
Mount Jerram är ett berg i Kanada.   Det ligger i provinsen Alberta, i den centrala delen av landet, 2 900 km väster om huvudstaden Ottawa. Toppen på Mount Jerram är 2 942 meter över havet, eller 360 meter över den omgivande terrängen. Bredden vid basen är 6,4 km.
Terrängen runt Mount Jerram är varierad.Trakten runt Mount Jerram är nära nog obefolkad, med mindre än två invånare per kvadratkilometer.. Det finns inga samhällen i närheten. 
I omgivningarna runt Mount Jerram växer i huvudsak barrskog.